# Kurtina
Kurtina je bila v grajski arhitekturi znana že v 16. stoletju in je običajno del trdnjave kot raven vezni zid ali vezni okop med dvema bastijonoma ali stolpoma pri renesančnih utrdbah.

## Izvor besede
Beseda kurtina (nemško courtine) izvira iz (starejše) francoske besede za 'zaveso' (prvotno začasna zavesa med dvema stebroma), ta pa iz italijanske cortina – 'zavesa'. Zavesa velikega odra v gledališču se v francoskem jeziku tudi imenuje courtine.

## Arhitektura
V arhitekturi se fasada med dvema rizalitoma imenuje courtine. 
Izraz kurtina se je kasneje (od 18. stoletja dalje) (ponovno) prenesel v prenesenem pomenu na srednjeveške in antične utrdbe in ga danes razumemo kot zid ali steno utrdbe (vseh vrst) med dvema sistemoma, kot so bočno stolpi, bastijoni ali druge podobne utrdbe.

### Dolžina
Dolžina kurtine je razdalja med dvema sosednjima bastijonoma, na splošno odvisna od dometa uporabljenega orožja od (lok, samostrel, puška, lahek top), ki so bili v prvi vrsti pri obrambi v času gradnje utrjenih struktur. Kasneje pa je bilo pričakovano več bočnih bastijonov na vrhu naslednjega bastijona, zaradi česar je bila kljub povečanju dosega pušk (ali topov), kurtina v daljšem časovnem obdobju postopoma ožja (krajša) in je z nazobčano utrdbo celo popolnoma izginila. 

### Višina
Višina kutrine in uporabljen gradbeni material (običajno zemlja, les ali kamen), je bila odvisna od več parametrov, tako da ni bilo nobenega splošnega pravila. Na splošno so bile stene vedno nižje s povečanjem učinkovitosti obleganja, da pa so kljub temu še vedno morale ostati tako visoke, da so še vedno lahko videli od tam na sprednji del glasije (v vojaški tehniki umeten naklon kot del srednjeveškega gradu ali zgodnjih modernih utrdb. Lahko je izdelana iz zemlje kot začasna struktura ali kamna v trajnejši strukturi). S tem povezan gradbeni material za zidove je močno odvisen od orožja domnevnega napadalca, regionalno razpoložljivega gradbenega materiala in finančnih zmožnosti naročnika. Preden je bila izumljena eksplozivna granata (predvsem v severnem delu Evrope) so bila priljubljena obzidja s travo prekrita zemlja, saj so bile železne topovske krogle v veliki meri absorbirane brez učinka. To nagnjeno zemeljsko stena pa bi lahko poškodovalo neurje, zato naj bi vsaj spodnji del jarka, zlasti pa zunanji del, bil obložen s kamnom. 

### Brežina
Grajska obzidja v zgodnjem in visokem srednjem veku običajno niso bila upognjena, to se je začelo v poznem srednjem veku - predvsem zaradi uporabe mobilnih oblegovalnih stolpov na strani napadalca - tako, da je bil spodnji del zidu obdan z nasipi, da je oblegovalce obdržalo na razdalji. Pri obrambnih napravah od renesanse dalje je bila to običajna praksa, saj - čeprav so oblegovalni stolpi po gradnji nasipov in jarkov hitro izginili - so hitro spoznali, da je bil učinek kamnitih (kasneje železnih) topovskih krogel močno zmanjšan z nagnjenimi stenami.

### Vrata
Za razliko od srednjeveških utrdb, v katerih so bila vrata v grad ali mesto vodena skozi posebne vhodne zgradbe s stolpi, se nahajajo v utrdbi z bastijoni v glavnem na sredini kutrine med dvema bastijonoma, ki stojita bočno na obeh straneh. Na sovražnikovi strani so bili skoraj vedno podkvasto oblikovani ali kot revelin. 